# Prescaler
Prescaler é um dispositivo eletrônico que reduz uma frequência por um fator predeterminado. Por exemplo, converte um sinal de 1 MHz em um sinal de 100kHz (gradua a frequência por um fator de 10).
Em microcontroladores é a parte que divide a frequência de oscilação do clock.

## Nomenclatura
Um prescaler é essencialmente um divisor de contagem, e portanto, os nomes podem ser usados de forma intercambiável.